# Goodnight Lovers
Goodnight Lovers è un singolo del gruppo musicale britannico Depeche Mode, pubblicato l'11 febbraio 2002 come quarto estratto dal decimo album in studio Exciter.

## Video musicale
Il video musicale è stato diretto da John Hillcoat.

## Tracce
Testi e musiche di Martin L. Gore.
1. Goodnight Lovers (Album Version) – 3:50
2. When the Body Speaks (Acoustic) – 6:02
3. The Dead of Night (Electronicat Remix) – 7:38
4. Goodnight Lovers (Isan Falling Leaf Mix) – 5:53

## Formazione
Hanno partecipato alle registrazioni, secondo le note di copertina di Exciter:
Gruppo
- Dave Gahan – voce
- Martin Gore – strumentazione, voce
- Andrew Fletcher – strumentazione

Produzione
- Mark Bell – produzione, drum machine
- Gareth Jones – ingegneria del suono, pre-produzione, produzione aggiuntiva
- Paul Freegard – pre-produzione, produzione aggiuntiva
- Steve Fitzmaurice – missaggio
- Boris Aldridge – assistenza tecnica (Londra)
- Andrew Davies – assistenza tecnica (Londra)
- Andrew Griffiths – assistenza tecnica (Londra)
- Nick Sevilla – assistenza tecnica (Santa Barbara)
- Lisa Butterworth – assistenza tecnica (Santa Barbara)
- Jonathan Adler – assistenza tecnica (New York)
- Alissa Myhovwich – assistenza tecnica (New York)
- James Chang – assistenza tecnica (New York)
- Mike Marsh – mastering
- Anton Corbijn – fotografia, copertina, direzione artistica
- Form – design

## Classifiche
| Classifica (2002) | Posizione massima |
| ----------------- | ----------------- |
| Danimarca         | 7                 |
| Francia           | 64                |
| Germania          | 15                |
| Italia            | 16                |
| Spagna            | 4                 |
| Svezia            | 33                |
| Svizzera          | 69                |